# Felsőzsolca
Felsőzsolca [felšéžolca] je město v severovýchodním Maďarsku v župě Borsod-Abaúj-Zemplén, spadající pod okres Miskolc, nacházející se asi 2 km na východ od Miškovce. Blízko města protéká řeka Sajó. V roce 2015 zde žilo 6 521 obyvatel. Podle údajů z roku 2001 zde bylo 85 % maďarské a 15 % romské národnosti, a byly zde i bulharské a polské menšiny.
Název znamená "horní Zsolca". Přívlastek "felső" (horní) odlišuje město od "dolní Zsolcy" (Alsózsolca).
Nejbližšími městy (kromě Miškovce) jsou Alsózsolca, Onga a Szikszó. Poblíže jsou též obce Arnót, Belegrád a Hernádkak.
Poblíže města prochází dálnice M30, do Felsőzsolcy se z ní lze dostat výjezdem 29.

## Partnerská města
- Kráľovský Chlmec, Slovensko[2]